# Tiziana Alagia
Tiziana Alagia (Lagonegro, 8 marzo 1973) è un'ex maratoneta italiana.

## Biografia
Laureata all'università di Pisa in lingue e letterature straniere, esordisce ai Campionati del mondo di corsa campestre del 1992 a Boston, piazzandosi al 41º posto nella categoria "juniores". Nello stesso anno gareggia ai Campionati del mondo juniores di atletica leggera di Seul, arrivando al 14º posto nei 10 000 metri piani, e nel 1995 partecipa ai Campionati del mondo di mezza maratona.
Sotto la preparazione di Renato Canova, vince per due volte consecutive la maratona "Vivicittà Firenze" nel 1997 e nel 1998. Nel 1999, corre nella maratona di Assisi e si classifica al 4º posto. Vince nel 2000 le gare di Cannes, Cesano Boscone, Firenze e Fiumicino.

## Record personali
| Specialità     | Tempo    | Data              | Luogo  |
| -------------- | -------- | ----------------- | ------ |
| 10000 m        | 35:08.61 | 19 settembre 1992 | Seul   |
| Mezza maratona | 1:11:29  | 25 febbraio 2001  | Ostia  |
| Maratona       | 2:27:54  | 1º aprile 2001    | Torino |

## Campionati nazionali
1997
- 17ª ai campionati italiani assoluti, 10000 m piani - 35'42"61

2002
- Oro ai campionati italiani di maratona - 2h30'20"

2003
- 4ª ai campionati italiani di maratonina - 1h13'37"

## Altre competizioni internazionali
2000
- Oro alla Maratona di Firenze ( Firenze) - 2h32'18"

2001
- 21ª in Coppa Europa dei 10000 metri ( Barakaldo) - 34'56"79
- Oro alla Maratona di Torino ( Torino) - 2h27'54"
- Argento alla Maratona di Firenze ( Firenze) - 2h33'59"
- Oro alla Roma-Ostia ( Roma) - 1h11'29"

2003
- Bronzo alla Maratona di Firenze ( Firenze) - 2h40'23"

2004
- 6ª alla Maratona di Berlino ( Berlino) - 2h32'20"
- Oro alla Padova Marathon ( Padova) - 2h32'03"
- Oro alla Stramilano ( Milano) - 1h13'21"

2005
- Argento alla Maratona di Roma ( Roma) - 2h31'46"
- 4ª alla Stramilano ( Milano) - 1h14'10"

2006
- 6ª alla Maratona di Vienna ( Vienna) - 2h41'19"